# 犬落瀬 (六戸町)
犬落瀬（いぬおとせ）は、青森県上北郡六戸町にある大字。

## 地理
六戸町東部を占める地域で、南北に長い。奥入瀬川沿いの低地と、以北の台地によって構成されている。
奥入瀬川沿いには、水田と市街地が形成されており、六戸町の中心部となっている。
台地には、新渡戸傳が発起して開削した稲生川が東西に貫いており、耕作地が広がっている。

### 隣接する地域
東
- 小松ケ丘
- 三沢市：大字三沢、大字古間木、春日台
- 上北郡おいらせ町：若葉、青葉、古間木山、向山、瓢、洗平

西
- 大字折茂
- 十和田市：大字八斗沢

南
- 大字上吉田、大字鶴喰

北
- 上北郡東北町：大字大浦
- 三沢市：大字三沢

### 河川
- 奥入瀬川 - 六戸町周辺では「相坂川（おうさかがわ）」とも呼ばれる。
- 稲生川

### 湖沼
- かっぱ沼
- 六戸調整池

## 名称の由来
- 南北朝時代に南朝の勢力を挽回するため、密かに東北地方へ潜幸してきた長慶天皇が、六戸郷の里に入った際、１匹の白い犬が里の川（相坂川）で溺死していた。それを見た天皇はこの犬を哀れみ、「犬落瀬の里」と命名したとも伝えられている[3]

## 歴史

### 沿革
- 1889年（明治22年）4月1日 - 町村制施行により、上北郡上吉田村、下吉田村、鶴喰村、柳町村、小平村、折茂村、犬落瀬村が合併。新たに六戸村が発足し、当地域は六戸村大字犬落瀬となる。

- 1948年（昭和23年）2月11日 - 上北郡三沢村へ一部（字古間木など）を移管。

- 1957年（昭和32年）10月1日 - 六戸村が町制を施行し、当地域は六戸町大字犬落瀬となる。

## 小字
42の小字がある。
- 明土（あきど）
- 洗平（あらいだい）
- 後田（うしろだ）
- 内金矢（うちかなや）
- 内山（うちやま）
- 岡沼（おかぬま）
- 押込（おしこみ）
- 金沢（かなざわ）
- 金矢（かなや）
- 上淋代（かみさびしろ）
- 木越（きこし）

- 五人役（ごにんやく）
- 権現沢（ごんげんざわ）
- 佐野谷地（さのやち）
- 四木（しき）
- 七百（しちひゃく）
- 柴山（しばやま）
- 下川原（しもかわら）
- 下久保（しもくぼ）
- 下淋代（しもさびしろ）
- 新川原（しんかわら）
- 千刈田谷地（せんがりたやち）

- 千刈田（せんがりた）
- 高舘（たかだて）
- 高見（たかみ）
- 高屋敷（たかやしき）
- 坪毛沢（つぼけざわ）
- 通目木（づめき）
- 中川原（なかかわら）
- 中田坪（なかたつぼ）
- 中屋敷（なかやしき）
- 長漕（なこぎ）
- 沼久保（ぬまくぼ）

- 根古橋（ねこはし）
- 林（はやし）
- 船場川原（ふなばかわら）
- 堀切沢（ほりきりざわ）
- 前谷地（まえやち）
- 南平（みなみたい）
- 森田（もりた）
- 柳沢（やなぎさわ）
- 若宮（わかみや）

## 交通

### 鉄道
- 当地域内では、東北新幹線が南東から北西にかけて通過する他に鉄道路線は無いが、2012年まで十和田観光電鉄線が通っていた。現在、鉄道を利用する場合の最寄り駅は、青い森鉄道の向山駅又は三沢駅となる。

廃線
- 十和田観光電鉄
  - 十和田観光電鉄線：七百駅 - 柳沢駅 - 大曲駅

### バス
- 十和田観光電鉄バス（十鉄バス）三本木営業所・八戸営業所・三沢案内所
  - 十和田 - 八戸線
  - 十和田 - 三沢線（鉄道代替バス）
  - 三沢 - 大曲 - 六戸 - 上吉田線（通目木線）

### 道路
自動車道
- 上北自動車道：六戸ジャンクション - 六戸三沢インターチェンジ

国道
- 国道45号（六戸バイパス）

県道
- 青森県道10号三沢十和田線
- 青森県道20号八戸三沢線
- 青森県道22号三沢七戸線
- 青森県道211号折茂上北町停車場線
- 青森県道212号米田六戸線

## 施設

### 公共施設
- 六戸町役場
- 六戸町立図書館
- 六戸町文化ホール
- 六戸町立総合体育館
- 六戸町営野球場

### 教育
- 青森県立六戸高等学校
- 六戸町立六戸中学校
- 六戸町立七百中学校
- 六戸町立六戸小学校
- 六戸町立開知小学校
- 六戸町立大曲小学校

### 保育施設
- さつき保育園
- 第二日の出保育園

### 郵便
- 六戸郵便局
- 七百簡易郵便局

### 公園等
- 舘野公園
- おおとり公園
- 古牧温泉渋沢公園
- 六戸町総合運動公園

### 商業
- マエダ六戸店
- コメリ六戸店

### 娯楽
- サテライト六戸
- 十和田国際カントリークラブ

### 金融機関
- おいらせ農業協同組合六戸支店
- 青い森信用金庫六戸支店